# Cratere Tiselius
Tiselius è un cratere lunare di 53,75 km situato nella parte nord-occidentale della faccia nascosta della Luna.